# Волості Автономної області Вотяцького народу
Автономна область Вотяцького народу була утворена 4 листопада 1920 року з окремих волостей деяких повітів Вятської губернії. Волості, що залишились у складі Вятської губернії були переформатовані — одні утворили нові повіти, інші відійшли до складу інших повітів, губерній чи республік. Від самого початку автономна область не мала власного адміністративного устрою, тому волості, які відійшли до складу новоствореного утворення, напряму підпорядковувались новому обласному виконавчому комітету. 5 січня 1921 року нова адміністративна одиниця була перейменована на Автономну область Вотського народу, а 27 лютого того ж року перетворено у Вотську автономну область. І лише 8 грудня 1921 року область отримала власний адміністративний поділ — вона була поділена на 5 повітів, до складу яких увійшли вище згадані волості.
Нижче наведено список волостей окремих повітів Вятської губернії, які у період з 4 листопада 1920 року по 8 грудня 1921 року складали основу новоствореної автономної області.

## Глазовський повіт
Глазовський повіт у складі 22 волостей увійшов до складу новоствореної автономної області. Деякі волості (10), що залишились, а також окремі волості Слободського повіту (5), утворили новий Омутнінський повіт. Деякі волості (10) відійшли до складу Полянського повіту, по одній волості відійшло до складу Слободського та Вятського повітів.
| № п/п | Волость         | Площа   | Населення, осіб (1920) | Волосний центр           | Населені пункти |
| ----- | --------------- | ------- | ---------------------- | ------------------------ | --------------- |
| 1     | Балезінська     | 289,12  | 9318                   | село Балезіно            | 36              |
| 2     | Гиїнська        | 283,88  | 10222                  | присілок Стара Гия       | 77              |
| 3     | Єжовська        | 442,58  | 13763                  | село Єжово               | 43              |
| 4     | Єловська        | 324,16  | 9127                   | село Єлово               | 30              |
| 5     | Ігринська       | 353,54  | 11780                  | село Ігра                | 51              |
| 6     | Кестимська      | 449,65  | 15015                  | село Ягошур              | 56              |
| 7     | Ключевська      | 369,92  | 11487                  | присілок Ключі           | 33              |
| 8     | Леденцовська    | 202,87  | 5411                   | присілок Великий Селег   | 35              |
| 9     | Липська         | 286,99  | 9930                   | село Юски                | 69              |
| 10    | Лудошурська     | 226,30  | 7490                   | присілок Великий Лудошур | 19              |
| 11    | Люцька          | 358,10  | 10892                  | село Люк                 | 50              |
| 12    | Люмська         | 1453,60 | 14349                  | село Люмське             | 38              |
| 13    | Мухінська       | 338,81  | 8322                   | село Васильєвське        | 51              |
| 14    | Нижньо-Уканська | 399,63  | 12061                  | село Укан                | 31              |
| 15    | Поломська       | 386,71  | 12651                  | село Полом               | 78              |
| 16    | Понінська       | 618,46  | 17770                  | село Поніно              | 94              |
| 17    | Пишкетська      | 279,91  | 7601                   | присілок Пишкет          | 37              |
| 18    | Святогорська    | 563,92  | 15889                  | -                        | 93              |
| 19    | Тольйонська     | 346,98  | 11615                  | присілок Тольйон         | 58              |
| 20    | Юкаменська      | 362,44  | 10913                  | -                        | 53              |
| 21    | Юрська          | 330,75  | 9504                   | присілок Юр 2-й          | 79              |
| 22    | Юсовська        | 281,05  | 8463                   | присілок Антіпята        | 192             |

## Єлабузький повіт
Зі складу Єлабузького повіту до складу новоствореної автономної області відійшло 15 волостей, ще 8 волостей відійшло до складу Татарської АРСР. З 15 волостей дві відійшли лише незначними частинами.
| № п/п | Волость          | Площа  | Населення, осіб (1920) | Волосний центр        | Населені пункти |
| ----- | ---------------- | ------ | ---------------------- | --------------------- | --------------- |
| 1     | Александровська  | 183,71 | 7660                   | село Александрово     | 31              |
| 2     | Алнаська         | 376,75 | 13712                  | село Алнаші           | 37              |
| 3     | Бемишевська      | 171,53 | 6009                   | село Троцьке          | 8               |
| 4     | Білярська        | 159,93 | 6445                   | село Біляр            | 16              |
| 5     | Великокіб'їнська | 272,81 | 10283                  | присілок Велика Кіб'я | 35              |
| 6     | Варзіятчинська   | 240,82 | 9949                   | село Варзі-Ятчі       | 29              |
| 7     | Васильєвська     | 249,65 | 9477                   | село Васильєво        | 29              |
| 8     | Граховська       | 271,24 | 12631                  | село Грахово          | 35              |
| 9     | Ільїнська        | 211,91 | 7420                   | село Ільїнське        | 25              |
| 10    | Кураковська      | 56,64  | 2096                   | -                     | 7               |
| 11    | Можгинська       | 371,19 | 14856                  | місто Можга           | 54              |
| 12    | Новогорська      | 118,49 | 5149                   | село Новогорське      | 15              |
| 13    | Поршурська       | 66,05  | 2973                   | село Поршур           | 6               |
| 14    | Староятчинська   | 246,48 | 8857                   | присілок Старі Ятчі   | 17              |
| 15    | Черкасовська     | 10,99  | 430                    | -                     | 2               |

## Малмизький повіт
Зі складу Малмизького повіту до складу новоствореної автономної області відійшло 12 волостей, з яких дві відійшли лише незначними частинами.
| № п/п | Волость              | Площа  | Населення, осіб (1920) | Волосний центр          | Населені пункти |
| ----- | -------------------- | ------ | ---------------------- | ----------------------- | --------------- |
| 1     | Великоучинська       | 497,99 | 14702                  | село Велика Уча         | 50              |
| 2     | Вавозька             | 378,53 | 10800                  | село Вавож              | 38              |
| 3     | Воліпельгинська      | 271,75 | 6878                   | село Нагорне Водзімоньє | 21              |
| 4     | Кирчим-Копкинська    | 194,67 | 6403                   | присілок Кирчим-Копка   | 39              |
| 5     | Мултанська           | 359,04 | 12898                  | село Новий Мултан       | 72              |
| 6     | Селтинська           | 258,17 | 9397                   | село Селти              | 39              |
| 7     | Старотрицька         | 7,37   | 213                    | -                       | 1               |
| 8     | Сюмсинська           | 17,19  | 434                    | -                       | 3               |
| 9     | Сям-Можгинська       | 242,76 | 8306                   | село Сям-Можга          | 42              |
| 10    | Уватуклинська        | 248,47 | 8070                   | село Уватукля           | 39              |
| 11    | Узинська             | 317,54 | 11454                  | село Узі                | 51              |
| 12    | Христорождественська | 127,96 | 4760                   | село Старі Зятці        | 21              |

## Сарапульський повіт
Зі складу Сарапульського повіту до складу новоствореної автономної області відійшло 19 волостей. Так як повіт був крайнім південно-східним у складі Вятської губернії, після відокремлення певних волостей, він лишився відрізаним від основної частин губернії. Як наслідок він у складі волостей, що лишились, увійшов до складу Пермської губернії.
| № п/п | Волость           | Площа  | Населення, осіб (1920) | Волосний центр       | Населені пункти |
| ----- | ----------------- | ------ | ---------------------- | -------------------- | --------------- |
| 1     | Велико-Нор'їнська | 199,49 | 7280                   | село Велика Нор'я    | 23              |
| 2     | Великопургинська  | 185,55 | 7614                   | село Велика Пурга    | 41              |
| 3     | Бурановська       | 399,31 | 11207                  | село Бураново        | 32              |
| 4     | Дебьоська         | 266,42 | 12272                  | село Дебьоси         | 48              |
| 5     | Зав'яловська      | 416,68 | 13370                  | село Зав'ялово       | 38              |
| 6     | Зюзінська         | 238,23 | 9441                   | село Зюзіно          | 36              |
| 7     | Іжевсько-Зарічна  | 4,46   | 182                    | -                    | 4               |
| 8     | Іжевсько-Нагорна  | 90,80  | 3261                   | -                    | 15              |
| 9     | Кийлудська        | 111,65 | 4576                   | село Кийлуд          | 18              |
| 10    | Люцька            | 126,93 | 4535                   | село Люк             | 10              |
| 11    | Нилгіжик'їнська   | 354,64 | 12691                  | село Нилга-Жик'я     | 55              |
| 12    | Петропавловська   | 14,99  | 742                    | -                    | 7               |
| 13    | Пургинська        | 169,68 | 6443                   | село Мала Пурга      | 22              |
| 14    | Сосновська        | 411,36 | 15098                  | село Сосновка        | 53              |
| 15    | Старовеньїнська   | 316,06 | 10214                  | присілок Стара Венья | 25              |
| 16    | Тиловайська       | 197,79 | 8072                   | село Тиловай         | 38              |
| 17    | Чутирська         | 205,70 | 8560                   | село Чутир           | 36              |
| 18    | Шарканська        | 552,61 | 20660                  | село Шаркан          | 55              |
| 19    | Якшур-Бодьїнська  | 276,34 | 10154                  | село Якшур-Бодья     | 50              |